# Templo de Portuno

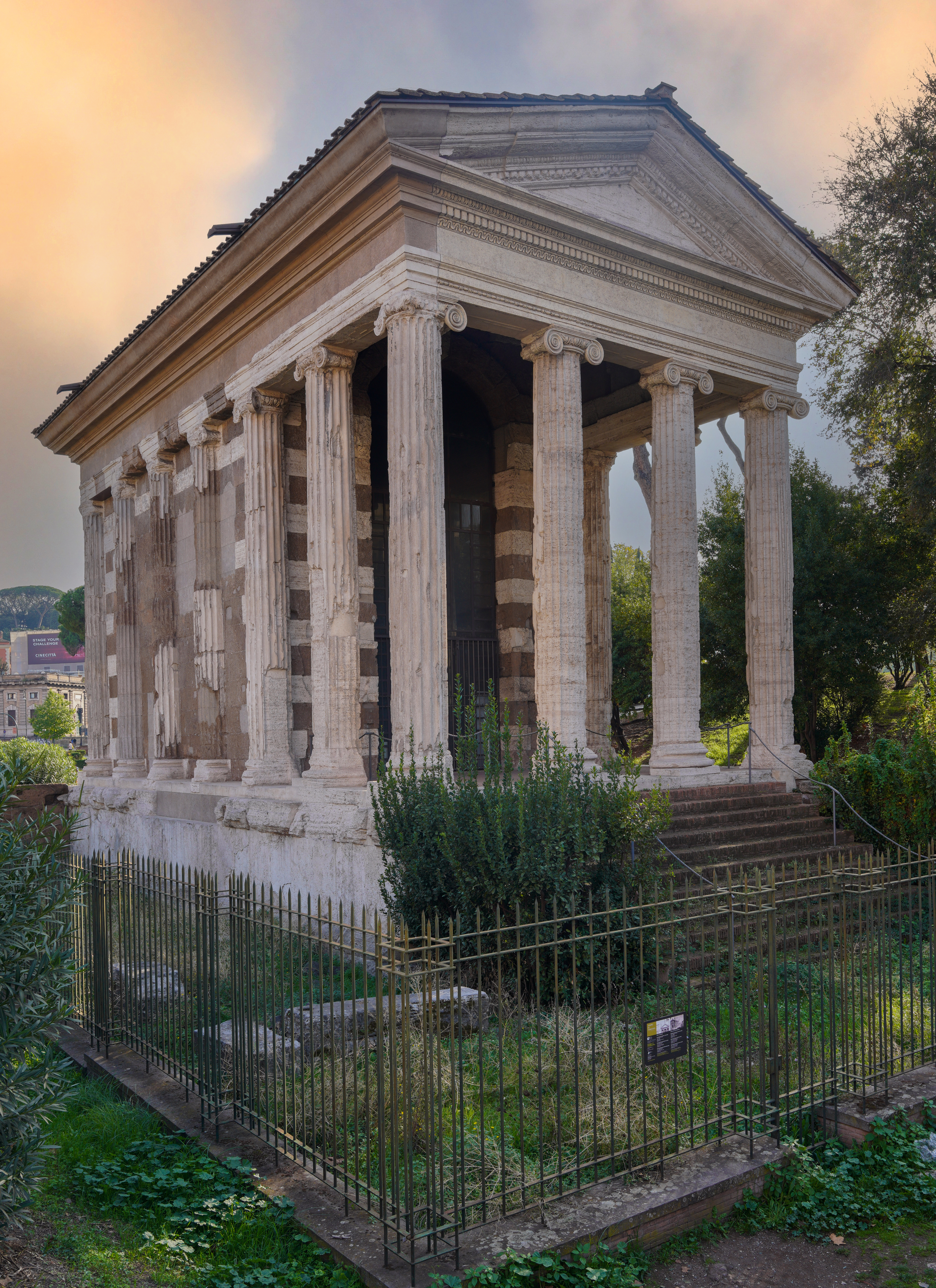
Templo de Portuno

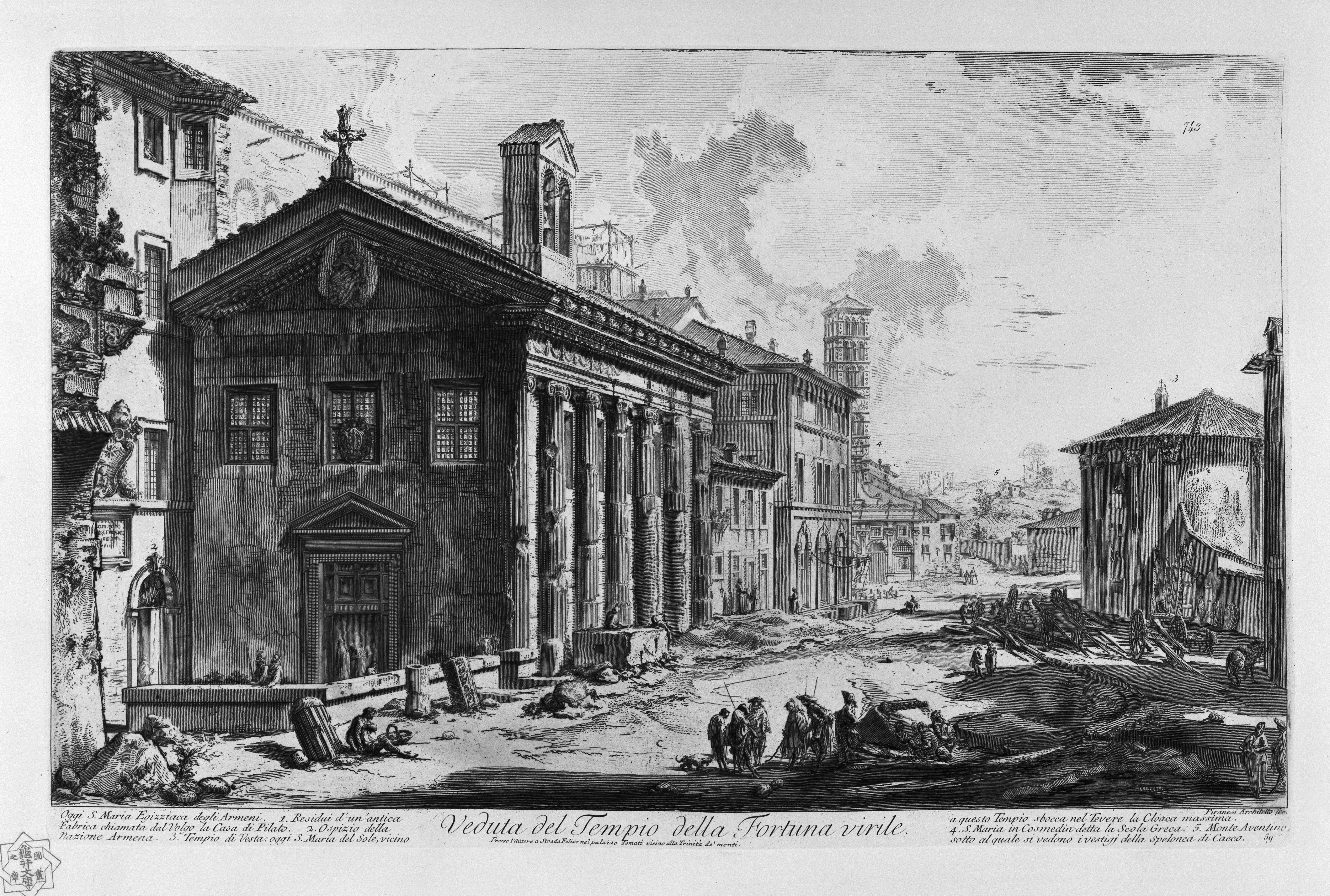
Gravura de Piranesi (século XVIII) mostrando a antiga igreja de Santa Maria Egyziaca, que ajudou a preservar o templo da destruição e foi desconsagrada em 1832

Templo de Portuno (em italiano:  Tempio di Portuno) é um antigo templo romano localizado no rione Ripa, na cidade de Roma, Itália, o principal dedicado ao deus Portuno na cidade. Todo construído na ordem jônica, ele ainda é mais conhecido pelo seu nome incorreto, Templo da Fortuna Viril, dado a ele por antiquários no passado. Localizado no Fórum Boário perto da margem do rio Tibre, o local, durante a Antiguidade, vigiava o Porto Tiberino numa curva acentuada do rio; dali, Portuno guardava as barcaças de gado que chegavam à cidade vindas de Óstia, o porto marítimo de Roma.

## História
Construído no século I, o edifício é constituído por um pórtico tetrastilo e uma cela, elevados num pódio alto acedido por um lance de escadas, ainda presente. Assim como a Maison Carrée, em Nîmes, o pórtico pronau tem duas fileiras de quatro colunas jônicas, todas livres. Já as demais cinco colunas nas laterais e as quatro no fundo estão embutidas nas paredes da cela. Este formato é chamado de pseudoperíptero para diferi-lo do verdadeiro templo períptero (como o Partenon), inteiramente rodeado por colunas livres. O templo foi construído em tufo e travertino recobertos em estuque, que desapareceu completamente ao longo dos séculos.
O templo deve seu admirável estado de conservação ao fato de ter sido convertido em igreja, dedicada a Santa Maria Egyziaca (Santa Maria do Egito), desconsagrada em 1832.
O Templo de Portuno vem sendo admirado, desenhado, posto em gravuras e copiado desde o século XVI.
O Templo de Hércules Victor está localizado a poucos metros para o sudeste.